# Kaoru Asano
Kaoru Asano (浅野 薫 Asano Kaoru?,  nacido el 19 de mayo de 1973 en Kioto) es un exfutbolista japonés. Jugaba de defensa y su último club fue el Gamba Osaka de Japón.

## Trayectoria

### Clubes
| Club        | País  | Año         |
| ----------- | ----- | ----------- |
| Gamba Osaka | Japón | 1992 - 1995 |